# Andreas Borlatti
Andreas Joseph Theresia Borlatti, meist nur Andreas Borlatti genannt, (* 3. Juni 1776 in Brühl; † 6. Februar 1859 in Lechenich) war ein französischer und preußischer Kommunalpolitiker.

## Herkunft und Familie
Die aus Italien stammende Familie Borlatti siedelte sich gegen Mitte des 18. Jahrhunderts im Rheinland an. Sie geht auf den kurkölnischen Kellner und Rentmeister Johann Joseph Salome Borlatti (* 1743 vermutlich in Bonn) und Maria Carolina Barbara Hertmanni (* 25. Mai 1746 in Köln, † 12. März 1792 auf Schloss Lechenich) zurück, die am 16. November 1770 in Brühl geheiratet hatten. Das Ehepaar hatte zwischen 1772 und 1784 fünf Söhne und zwei Töchter, von denen die ersten fünf Kinder in Brühl und die beiden letzten in Lechenich geboren wurden, nachdem der Ehemann 1778 (bis 1797) kurkölnischer Hofkammerrat und Oberkellner des Amtes Lechenich geworden war. Schon mindestens 15 Jahre vor der Hochzeit hatte er seinen späteren Schwiegereltern, dem Leutnant und Amtsverwalter Johann Gabriel Hertmanni (* um 1690/1695, † 5. Mai 1765) und dessen Ehefrau Carolina Koell († 8. November 1775) den Herrensitz zu Vochem abgekauft. Am 12. April 1816 starb Johann Joseph Salome Borlatti in Lechenich, verarmt, weil er keinen Treueeid auf die Französische Republik hatte schwören wollen.
Andreas Borlatti war das dritte der sieben Geschwister. Er heiratete am 4. Juni 1802 in Lechenich die hier am 11. März 1784 geborene Anna Veronika Albertina Aloysia Schäfer, Tochter des Vizesatraps Johann Schäfer und der Konstantia Abels. Die Ehefrau starb bereits am 14. Dezember 1804 und hinterließ den Sohn Joseph Constantin, der am 22. Juli 1803 in Lechenich geboren worden war. Dieser wurde Friedensrichter in Ahrweiler und heiratete am 21. August 1834 in der Kirche St. Ludgeri zu Münster Amalia Agnes Franciska von Schlebrügge (1809–1881), Tochter des Johann David Paul von Schlebrügge, Landrat des Kreises Lüdinghausen, und dessen Ehefrau Maria Anna geborene von Büren. Er starb am 23. Januar 1837 in Ahrweiler und auch die am 17. Juni 1836 geborenen Zwillingstöchter starben in demselben Jahr. Die dritte Tochter, Maria Anna Borlatti (* 11. Mai 1835 in Ahrweiler), heiratete 1859 den Reichsgerichtsrat Cassius Rospatt (1830–1917) und beerbte 1859 ihren Großvater.

## Wirken
Borlattis beruflicher Werdegang verlief aufgrund der Zeitläufte recht wechselhaft und ist nur mühsam nachvollziehbar. Er selbst beschreibt seine Tätigkeiten folgendermaßen: Zur französischen Zeit wurde ich zum Deligirten beim Kataster, zum Deputirten der Departements-Versammlung gewählt und zum Kantons-Weg-Inspektor ernannt, war zugleich Leutnant der Nationalgarde. Bei der deutschen Zeit war ich Bataillons–Chef des Landsturms, Domänen-Rentmeister, Empfänger der indirecten Steuern, übernommener Receveur a vie des Contributions directes, Deputirter zur Huldigung unseres Monarchen in Aachen, gewählter erster Kandidat zur Landratsstelle, Ergänzungs–Richter, Abgeordneter beim rheinischen Landtage, Kreis–Deputirter und Ritter der 4ten Klasse.
Konkret wurde Andreas Borlatti 1788 Adjunkt seines Vaters und studierte 1794 und 1795 in Bonn und anschließend in Halle Jura. 1797 wurde er zum Beisitzer des Friedensgerichts Lechenich ernannt, 1799 zum Liquidationskommissar für das Rechnungswesen der Gemeinde- und Pfarrgüter und später (nach 1802) war er Steuereinnehmer von Lechenich und Liblar, von 1815 bis 1817 Domänen–Rentmeister in Lechenich und dann fünf Jahre lang in Euskirchen. Als er dem König als einziger Kandidat für den Landratsposten in Euskirchen vorgeschlagen worden war, wurde seine Ernennung seitens der katholischen Kirche als vermeintlichem Feind der Geistlichkeit vereitelt. Von 1826 bis 1830 war er stellvertretender Abgeordneter und von 1833 bis 1837 war er Abgeordneter des Rheinischen Provinziallandtags im Stand der Ritterschaft der Regierungsbezirke Koblenz/Trier/Köln. 
Im Anschluss an den Wiener Kongress nahm er als Deputierter des Amtes Lechenich am 15. Mai 1815 an der Huldigungsfeier für den preußischen König Friedrich Wilhelm III. in Aachen teil, den er sehr verehrte und dem er schon 1797 in Halle anlässlich seiner Thronbesteigung gehuldigt hatte. 1813 stellte er als Bataillonschef auf eigene Kosten einen Landsturm von 50 Kavalleristen, die unter anderem 1815 vor der Schlacht von Waterloo von Hermann von Boyen zur Sicherung der Festung Jülich eingesetzt wurden.
Borlatti beteiligte sich mehrmals an Versteigerungen von französischen Nationalgütern und erwarb unter anderem am 14. Februar 1807 (Bestätigung vom 1. März 1807) für 2.125 Francs die Schlossruine Lechenich mit Zubehör, deren Pächter damals sein Vater Josef Borlatti war und am 30. Mai 1807 (Bestätigung am 15. Juni 1807) den angrenzenden Steinshof für 24.400 Francs. Der Käufer wohnte in der Vorburg des Schlosses, dem früheren Amtshaus. Er zählte zu den Meistbesteuerten Lechenichs und war zeitweise Hauptkonzessionär der lukrativen Braunkohlengrube Hubertus im Raum Kierdorf und Brüggen.
Er war in Lechenich hoch angesehen, eckte aber wegen seiner dominierenden Position mit dem Landrat Georg Bärsch an. Sein guter Ruf hängt vermutlich nicht zuletzt damit zusammen, dass er sich schon zu Lebzeiten und auch testamentarisch als Wohltäter erwies. Sein Leichenzug war entsprechend pompös.

## Kunstsammlung
Als Kunstliebhaber besaß Borlatti eine recht ansehnliche Sammlung von in der Region gefundenen römischen Steindenkmälern, die er in den Ruinen seines Schlosses ausstellte. Auch ließ er ein Denkmal für seine verstorbenen Hunde anfertigen und verzierte die Türme und Mauerkronen des Hochschlosses mit aus Eisen gefertigten Türmern und Wetterfahnen.
Die Eheleute Borlatti–Rospatt wohnten bis 1865 in Lechenich und verkauften das geerbte Schloss im Jahre 1869 an den Pingsheimer Gutsbesitzer Heinrich Wilhelm Fischenich. Den Großteil der Einrichtungsgegenstände hatten sie zuvor versteigern lassen, den zur Sammlung gehörenden Lechenicher Matronenstein aber dem Landesmuseum Bonn geschenkt.